# WTA Elite Trophy
WTA Elite Trophy — женский итоговый теннисный турнир сезона в WTA-туре. Проводится с 2015 года в ноябре в Чжухае (Китайская Народная Республика) на открытых хардовых кортах Хэнциньского международного теннисного центра при участии теннисисток, занявших по итогам года в рейтинге места с 9-го по 19-е, и одной теннисистки, получившей уайлд-кард.

## История
О планируемом новом итоговом турнире тура WTA было сообщено в октябре 2014 года. Этот новый турнир с призовым фондом свыше 2 млн долларов был призван заменить проходящий в шестой раз Турнир чемпионок WTA; призовой фонд последнего составлял 750 тысяч долларов и его участницы определялись по результатам в базовой серии турниров WTA — WTA International.
Местом проведения турнира был избран китайский город Чжухай, где на острове Хэнцинь завершалось строительство международного теннисного центра. Этот спортивный комплекс должен был принимать турнир с 2015 по 2019 год; Турнир чемпионок WTA, предшествовавший ему, проводился в Софии. Участницами турнира должны были становиться 12 спортсменок, занявших лучшие места в рейтинге WTA, не считая восьми участниц главного итогового турнира сезона, в том числе одна спортсменка, получившая уайлд-кард от организаторов. Участие в турнире было сделано обязательным, что вызвало, в частности, нарекания со стороны Агнешки Радваньской, возражавшей против удлинения игрового сезона. С 2020 по 2022 год турнир не проводился в связи с пандемией COVID-19. Турнир вновь стал проводиться в 2023 году.

## Структура
Турнир проходит в начале ноября, в неделю после основного итогового турнира сезона. В соревновании в одиночном разряде участвуют 12 теннисисток — 11 спортсменок, занявших в рейтинге места между 9-м и 19-м, и одна обладательница уайлд-кард. Участницы разбиваются на четыре группы по три участницы в каждой. Победительницы в каждой группе, определяемые по круговой системе, затем выходят в стадию плей-офф, где встречаются между собой в полуфиналах и финале. В парном разряде в турнире участвуют шесть пар, также разбитых на группы по три пары в каждой. Пары-победительницы групп, определяемые по круговой системе, встречаются между собой в финале.
В рамках турнира распределяются следующие суммы призовых очков:
- Победительница — 700
- Финалистка — 440
- Полуфиналистка — 240
- Второе место в группе — 160
- Третье место в группе — 80

## Победительницы и финалистки

### Одиночный разряд
| Год       | Победительница                        | Финалистка                            | Счёт в финале                         |
| --------- | ------------------------------------- | ------------------------------------- | ------------------------------------- |
| 2023      | Беатрис Хаддад Майя                   | Чжэн Циньвэнь                         | 7-6(11) 7-6(4)                        |
| 2020—2022 | Не проводился из-за пандемии COVID-19 | Не проводился из-за пандемии COVID-19 | Не проводился из-за пандемии COVID-19 |
| 2019      | Арина Соболенко                       | Кики Бертенс                          | 6-4 6-2                               |
| 2018      | Эшли Барти                            | Ван Цян                               | 6-3 6-4                               |
| 2017      | Юлия Гёргес                           | Коко Вандевеге                        | 7-5 6-1                               |
| 2016      | Петра Квитова                         | Элина Свитолина                       | 6-4 6-2                               |
| 2015      | Винус Уильямс                         | Каролина Плишкова                     | 7-5 7-6(6)                            |

### Парный разряд
| Год  | Победительницы                           | Финалистки                                    | Счёт в финале  |
| ---- | ---------------------------------------- | --------------------------------------------- | -------------- |
| 2023 | Вероника Кудерметова Беатрис Хаддад Майя | Мию Като Алдила Сутджиади                     | 6-3 6-3        |
| 2019 | Людмила Киченок (2) Андрея Клепач        | Дуань Инъин Ян Чжаосюань                      | 6-3 6-3        |
| 2018 | Людмила Киченок Надежда Киченок          | Сюко Аояма Лидия Морозова                     | 6-4 3-6 [10-7] |
| 2017 | Дуань Инъин Хань Синьюнь                 | Лу Цзинцзин Чжан Шуай                         | 6-2 6-1        |
| 2016 | Ипек Сойлу Сюй Ифань                     | Ю Сяоди Ян Чжаосюань                          | 6-4 3-6 [10-7] |
| 2015 | Ван Яфань Лян Чэнь                       | Анабель Медина Гарригес Аранча Парра Сантонха | 6-4 6-3        |